# Dallacoris pictus
Dallacoris pictus är en insektsart som först beskrevs av Dru Drury 1770.  Dallacoris pictus ingår i släktet Dallacoris och familjen bredkantskinnbaggar. Inga underarter finns listade i Catalogue of Life.